# Boonie Bears
Boonie Bears es una serie de televisión animada producida en China y exhibida en las cadenas Televisión Central de China (CCTV) y Beijing Television Network (BTV). La serie presenta a dos osos, Briar y Bramble, que intentan evitar que el leñador Vick destruya su hogar en el bosque.
Boonie Bears se presentó por primera vez en enero de 2012 y se convirtió en el programa infantil más popular de China. EL logotipo del show es similar al logotipo del equipo de baloncesto estadounidense Memphis Grizzlies. Hasta la fecha se han producido más de 200 episodios de 13 minutos cada uno. La serie es producida por la compañía Fantawild Holdings Inc. Aunque originalmente se creó en mandarín, Boonie Bears se ha traducido a otros idiomas, como inglés, ruso, tamil e hindi. Tras el éxito obtenido por la serie, se han lanzado cuatro películas que han sido exhibidas en cines a nivel mundial y se han convertido en éxitos de taquilla en el país asiático.

## Películas
- 2016. Boonie Bears y el gran secreto